# Duncan Hamilton
James Duncan Hamilton (30 de abril de 1920 – 13 de maio de 1994) foi um automobilista irlandês que participou de 5 Grandes Prêmios de Fórmula 1 entre 1951 a 1953. Seu melhor resultado foi o 7º lugar no Grande Prêmio dos Países Baixos de 1952.